# Jigok-myeon, Seosan
Jigok-myeon (koreanska: 지곡면) är en socken i Sydkorea.  Den ligger i kommunen Seosan och provinsen Södra Chungcheong, i den västra delen av landet, 90 km sydväst om huvudstaden Seoul.